# Шпіт Ірина Петрівна
Ірина Петрівна Шпіт (нар. 1 травня 1930, Васьковичі, Житомирська область — пом. 2018) — білоруська архітекторка.

## Біографія
Закінчила Ленінградську лісотехнічну академію в 1954 році. З 1954 р. — архітектор, старший архітектор, керівник групи архітекторів, головний архітектор проектів, займала керівні посади в інституті «Білдержпроект» та  Білоруському науково-дослідному і проектному інституті містобудування.
Член Спілки архітекторів СРСР з 1965 року. Жила в Мінську, померла в 2018 р.

## Творчість
Основні роботи (в складі авторського колективу): реконструкція Ботанічного саду НАН Білорусі (1962), озеленення площі Незалежності в Мінську (1963), парк 1100-річчя Смоленська (1963, диплом ВДНГ СРСР), планування та озеленення БРСР на ВДНГ в Москві (1969), планування ділянки БРСР у парку Дружби народів в Ульяновську (1970), проекти планування та озеленення Парку культури та відпочинку в Гродно, озеленення Берестейської фортеці, проекти планування заміських районів Барановичі, Берестя, Орша, Пінськ, Світлогорськ (1971), ПДП водно-зеленого діаметра Бреста (1978, диплом 1 ступеня ВДНГ БРСР), паркова зона в м. Новополоцьк.

## Нагороди
- Бронзова медаль ВДНГ СРСР (1979), за паркову зону в Новополоцьку.